# Surkov Leaks
Surkov Leaks ist die Veröffentlichung der Inhalte aus der Büromailbox von Wladislaw Surkow durch ukrainische Cyberaktivisten.

## Geschichte
Am 25. Oktober 2016 überließ die ukrainische Cyberallianz von Hackergruppen CyberHunta, FalconsFlame, RUH8 und TRINITY der InformNapalm-Community ein 1-GB-Dump der Wladislaw Jurjewitsch Surkows Büro-E-Mail-Adresse, das den Zeitraum von September 2013 bis November 2014 umfasst. Die Unterlagen aus 2015–2016 wurden an Sicherheitsbehörden zu deren weiteren Untersuchung übergeben.
Am 26. Oktober veröffentlichte Bellingcat seine Analyse dieses Dumps. Das Meiste davon waren der regelmäßige Schriftverkehr, die Kopien der Artikel aus Medien, die kurzen Übersichten der Lage in Südossetien, Abchasien, der Republik Moldau und in der Ukraine sowie die Nachrichten im Zusammenhang mit der Geschäftsführung in der Russischen Föderation. Hier von Interesse waren die Nachrichten, die die Kriegshandlungen in Donbas und ihre Akteure betrafen. In einer Nachricht vom 13. Mai 2014 von Marshall Group, einem Unternehmen von Konstantin Malofejew, wurde eine Liste der Kandidaten für die „Regierung der Volksrepublik Donezk“ angeboten, und zwar: Igor Wsewolodowitsch Girkin, Denis Wladimirowitsch Puschilin und Alexander Wladimirowitsch Sachartschenko, die später tatsächlich die Stellen in der sogenannten „Regierung“ bekamen. Am 14. Juni meldete Denis Puschilin die Verluste zwischen dem 26. Mai und dem 6. Juni 2014, wo unter anderem auch der Tod eines Fallschirmjägers aus Pskow, wahrscheinlich aus der Fallschirmjägerdivision 76, erwähnt wurde. In der Nachricht vom 16. Juni schickte Puschilin den Kostenplan für informationelle Medien und „Ministerien der Volksrepublik Donezk“. Am 25. August 2014 ging eine Nachricht von Vitali Leibin, Redakteur von „Russischer Reporter“, ein, in dem es um die Botschaft der „Öffentlichkeit von Donbas“ an die ukrainische Regierung ging, die nach einiger Zeit mit kleinen Änderungen von mehreren russischen Medien, insbesondere Russia Today, veröffentlicht wurde.

### Surkov Leaks 2
Im November 2016 meldete InformNapalm den zweiten Teil des vorstehenden Hacks, wobei es sich um die Unterlagen aus der Wladislaw Jurjewitsch Surkows Büro-E-Mail-Adresse handelte. Der Dump beinhaltete die Nachrichten aus 2013–2014 sowie aus 2015–2016. Das waren 336 eingehende und 87 ausgehende Nachrichten. Die Gesamtgröße des Dumps umfasste 340 MB.

### Echtheit
Am 25. Oktober erklärte Bellingcat den Mailbox-Dump für echt. Die Echtheit dieses Hackerangriffs und der erhaltenen Inhalte wurden auch durch Atlantic Council, eine amerikanische Denkfabrik und Public Policy-Gruppe, anerkannt.